# Magne Oftedal
Magne Oftedal (10 de març de 1921 - 26 de maig de 1985) era un lingüista noruec que ha realitzat una gran quantitat de la recerca comparativa sobre dialectes del gaèlic escocès, les llengües celtes i castellà
Va néixer a Sandnes, al comtat de Rogaland en 1921 i començà estudiant per a obtenir el títol en filologia a la Universitat d'Oslo però va interrompre els estudis a causa de la Segona Guerra Mundial i no va completar la seva graduació fins al 1947. Durant la seva estada a la Universitat d'Oslo va estudiar el gaèlic de Lewis entre 1949-1954 i publicà el seu primer document important sobre The village names of Lewis in the Outer Hebrides el 1954 i, posteriorment, va ser guardonat amb un doctorat per la seva investigació sobre el dialecte gaèlic de Leurbost, publicat com The Gaelic of Leurbost en 1956.
Al llarg de la seva carrera el seu principal objectiu continuà sent la fonologia i topònims del gaèlic, gal·lès i noruec i va esdevenir professor a la Universitat d'Oslo després de Carl Marstrander on ha romàs durant uns 30 anys. També va ser editor de la publicació Lochlann - A Review of Celtic Studies entre 1969 i 1974 i membre de diferents cosxsos com l'Acadèmia Noruega de Ciències i Lletres (des de 1958) i la Norsk Forening for Språkvitenskap. Va morir en 1985 a Oslo.